# Drew Lock
Andrew Stephen Lock (Columbia, 10 novembre 1996) è un giocatore di football americano statunitense che milita nel ruolo di quarterback per i Seattle Seahawks della National Football League (NFL).

## Carriera universitaria
Lock giocò a football con i Missouri Tigers dal 2015 al 2018. Divenne il secondo quarterback dei Tigers dopo Corby Jones nel 1995 ad essere nominato titolare al primo anno di college. La sua prima stagione a Missouri si concluse con 1.332 yard lanciate e 4 touchdown.
Nel 2016 Lock si classificò primo nella Southeastern Conference con 3.399 yard su passaggio e come secondo in yard lanciate a partita, finendo la stagione con un bilancio totale di 23 passaggi da touchdown.
Nel 2017 stabilì un record della SEC con 44 passaggi da touchdown, guidando la NCAA in questa categoria. A fine anno venne inserito nella formazione ideale della conference.
Lock concluse nel 2018 la sua carriera universitaria venendo inserito nella seconda formazione ideale della SEC, con all'attivo 12.193 yard lanciate e 99 passaggi da touchdown in 4 anni di college football.

## Carriera professionistica

### Denver Broncos
Lock fu scelto nel corso del secondo giro (42º assoluto) del Draft NFL 2019 dai Denver Broncos. Dopo aver passato più di metà stagione nella lista infortunati, fece il suo debutto come professionista partendo titolare nella settimana 13, guidando i Broncos alla vittoria per 23-20 sui Los Angeles Chargers passando 134 yard, 2 touchdown e subendo un intercetto. Nel turno successivo diventò il primo rookie della storia a lanciare almeno 300 yard e 3 touchdown alla sua prima gara in trasferta, nella vittoria per 38-24 contro gli Houston Texans, venendo premiato come rookie della settimana. Terminò la stagione da rookie con un bilancio come titolare di 4 vittorie e una sconfitta, 1.020 yard passate, 7 touchdown e 3 intercetti subiti.
Nella partita del secondo turno della stagione 2020 Lock fu costretto ad abbandonare il campo dopo un sack subito da Bud Dupree. Perse così un mese di gioco, tornando in campo nella vittoria della settimana 6 sui New England Patriots. Nella settimana 14 passò per la prima volta in carriera 4 touchdown nella vittoria sui Carolina Panthers, venendo premiato come quarterback della settimana. La sua stagione si chiuse con 2.933 yard passate e 16 touchdown, guidando la NFL in intercetti subiti (15) in 13 presenze.

### Seattle Seahawks
L'8 marzo 2022 Lock fu ceduto ai Seattle Seahawks nell'ambito dello scambio che portò il quarterback Russell Wilson a Denver. Nella pre-stagione si giocò il ruolo di titolare contro il veterano Geno Smith, vedendo il compagno prevalere. Alla fine passò tutta la stagione 2022 come riserva di Smith che guidò la squadra ai playoff, senza mai scendere in campo.
Il 16 marzo 2023 Lock rinnovò con i Seahawks. Debuttò con la squadra in gare ufficiali subentrando brevemente all'infortunato Smith nel Monday Night Football del quarto turno contro i New York Giants completando due passaggi su sei per 63 yard e correndo una volta per 11 yard nella vittoria per 24-3. Nel terzo quarto della settimana 11 subentrò nuovamente all'infortunato Smith, completando 2 passaggi su 6 e subendo un intercetto, non portando la squadra a guadagnare alcun primo down, prima che Smith rientrasse nel finale. Nella settimana 14, con Smith fuori gioco per un infortunio all'inguine, Lock disputò la prima gara come titolare per Seattle, passando 269 yard, 2 touchdown e subendo 2 intercetti nella sconfitta esterna per 28-16 contro i San Francisco 49ers. Nel turno successivo contro i Philadelphia Eagles, Lock guidò il drive finale per 92 yard, concluso con il passaggio da touchdown della vittoria da 29 yard per Jaxon Smith-Njigba. Dalla settimana successiva il ristabilito Smith tornò titolare.

### New York Giants
Divenuto free agent, il 12 marzo 2024 Lock firmò con i New York Giants. Debuttò con la nuova maglia nel settimo turno subentrando per scelta tecnica al titolare Daniel Jones a dieci minuti dal termine a risultato ormai compromesso contro i Philadelphia Eagles. Fu nominato titolare per la gara del tredicesimo turno contro i Dallas Cowboys, sostituendo l'indisponibile Tommy DeVito. Nella sconfitta 20-27 Lock lanciò 21 passaggi completati su 32 tentati per 178 yard e nessun touchdown, corse per 57 yard e un touchdown su corsa, subì sei sack, un intercetto ritornato in touchdown e un fumble perso. Tornò titolare nella settimana 16 in cui subì due intercetti, entrambi ritornati in touchdown, nella sconfitta per 34-7 contro gli Atlanta Falcons. La settimana successiva disputó una delle migliori partite in carriera diventando il primo giocatore dei Giants da Eli Manning nel 2014 a terminare una gara con almeno 300 yard passate, 4 touchdown passati e uno segnato su corsa. La sua squadra, che batté gli Indianapolis Colts per 45-33, non segnava più di 40 punti dal 2019.

### Ritorno ai Seattle Seahawks
L'11 aprile 2025 Lock firmò per fare ritorno ai Seattle Seahawks.

## Palmarès
- Quarterback della settimana: 1

14ª del 2020
- Rookie della settimana: 1

14ª del 2019

## Statistiche

### Stagione regolare
| 2019   | DEN    | 5  | 5  | 156 | 100 | 64,1 | 1 020 | 6,5 | 48 | 7  | 3  | 89,7 | 18 | 72  | 4,0  | 12 | 0 | 5  | 26  | 3  | 1 | 4-1-0  |
| 2020   | DEN    | 13 | 13 | 443 | 254 | 57,3 | 2 933 | 6,6 | 92 | 16 | 15 | 75,4 | 44 | 160 | 3,6  | 16 | 3 | 19 | 123 | 8  | 3 | 4-9-0  |
| 2021   | DEN    | 6  | 3  | 111 | 67  | 60,4 | 787   | 7,1 | 44 | 2  | 2  | 80,4 | 10 | 53  | 5,3  | 23 | 2 | 9  | 52  | 2  | 1 | 0-3-0  |
| 2022   | SEA    | 0  | 0  | 0   | 0   | 0,0  | 0     | 0,0 | 0  | 0  | 0  | 0,0  | 0  | 0   | 0,0  | 0  | 0 | 0  | 0   | 0  | 0 | 0-0-0  |
| 2023   | SEA    | 4  | 2  | 76  | 48  | 63,2 | 543   | 7,1 | 51 | 3  | 3  | 81,2 | 5  | 14  | 2,8  | 11 | 0 | 6  | 26  | 0  | 0 | 1-1-0  |
| 2024   | NYG    | 4  | 1  | 41  | 25  | 61,0 | 187   | 4,6 | 18 | 0  | 1  | 61,7 | 5  | 70  | 14,0 | 28 | 1 | 7  | 53  | 3  | 1 | 0-1-0  |
| Totale | Totale | 32 | 24 | 827 | 494 | 59,7 | 5 470 | 6,6 | 92 | 28 | 24 | 78,6 | 82 | 369 | 4,5  | 28 | 6 | 46 | 280 | 16 | 6 | 9-15-0 |

Fonte: Football Database